# Universidad Fernando III
La Universidad Fernando III fou un projecte d'universitat privada que s'havia d'establir a Andalusia (Espanya), però el projecte no va prosperar. El seu nom volia retre homenatge al Ferran III de Castella. Anava a tenir tres seus:
- Rectorat a Sevilla al carrer Trajano, 35.
- Campus de Còrdova al carrer Escritor Castilla Aguayo, 4.
- Campus de Bormujos (província de Sevilla) al carrer Maimonidas.

El projecte va ser gestionat per la Fundació Universidad Fernando III, una fundació promoguda per la Fundació San Pablo Andalucía (CEU) (fundació creada, al seu torn, per la Fundació Universitària San Pablo CEU i l'Arxidiòcesi de Sevilla) i per la Companyia de Jesús. En cas d'haver-se portat a terme, hauria estat la primera universitat privada d'Andalusia.
El 5 de setembre de 2006, el Consell de Govern de la Junta d'Andalusia va aprovar el Projecte de Llei de Reconeixement de la Universitat Ferran III, l'Avantprojecte de la qual de Llei havia estat iniciat a tràmit el 10 de maig de 2005.
El 21 de març de 2007 el Parlament d'Andalusia va aprovar la Llei de Reconeixement de la Universidad Fernando III.
L'11 de juliol de 2009 es va anunciar la intenció d'abandonar la idea de la creació de la universitat per diferències entre la Fundació San Pablo Andalucía (CEU) i ETEA (Companyia de Jesús), decidint la Companyia de Jesús seguir endavant per la seva compta amb la creació de la Universidad Loyola Andalucía.